# Cantique de Zacharie
Pour les articles homonymes, voir Benedictus.

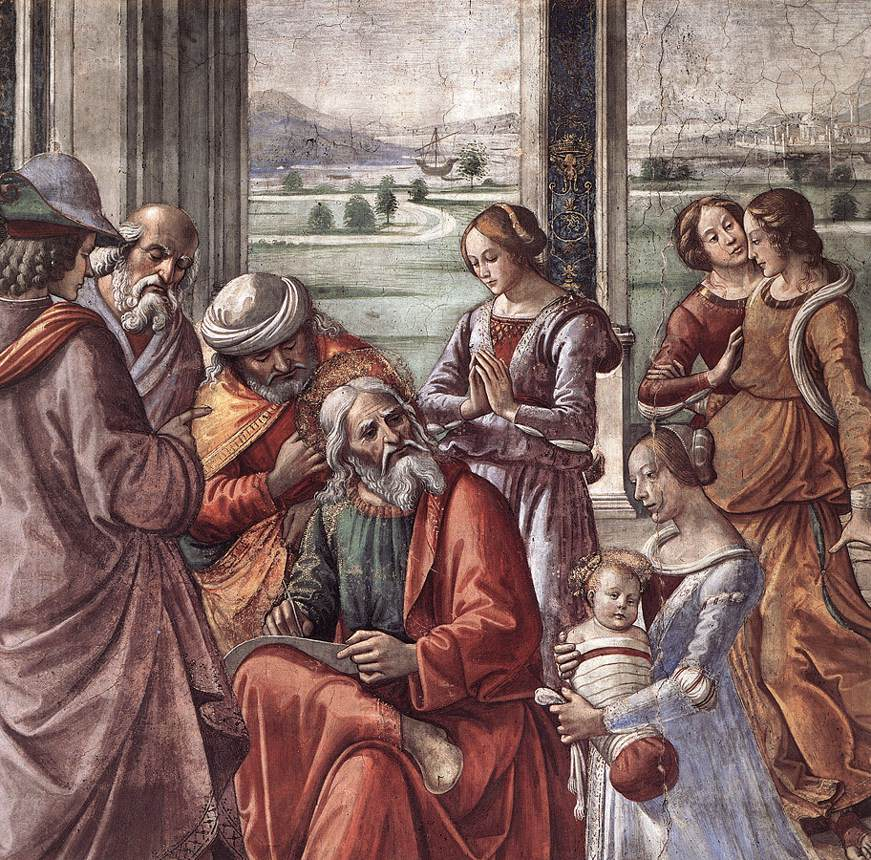
Zacharie écrivant le nom de son fils par Domenico Ghirlandaio, à la chapelle Tornabuoni.

Le Cantique de Zacharie, dont l'incipit en latin est Benedictus, figure dans l'Évangile selon Luc (Lc 1,68-79). Ce texte est  prononcé par Zacharie à la naissance de son fils Jean le Baptiste. Depuis le Moyen Âge, il s'agit de l'un des deux cantiques les plus importants dans la liturgie des Heures, avec le Magnificat.

## Le texte
| latin | français |
| --- | --- |
| Benedictus Dominus, Deus Israel, quia visitavit et fecit redemptionem plebis suæ, et erexit cornu salutis nobis in domo David pueri sui, sicut locutus est per os sanctorum, qui a sæculo sunt, prophetarum eius salutem ex inimicis nostris et de manu omnium, qui oderunt nos, ad faciendam misericordiam cum patribus nostris et memorari testamenti sui sancti, iusiurandum, quod iuravit, ad Abraham patrem nostrum, daturum se nobis, ut sine timore, de manu inimicorum, nostrorum liberati, serviamus illi, in sanctitate et iustitia coram ipso omnibus diebus nostris. Et tu, puer, propheta Altissimi vocaberis : præibis enim ante faciem Domini parare vias eius, ad dandam scientiam salutis plebi eius in remissionem peccatorum eorum, per viscera misericordiæ Dei nostri, in quibus visitabit nos oriens ex alto, illuminare his, qui in tenebris et in umbra mortis sedent, ad dirigendos pedes nostros in viam pacis. Gloria Patri et Filio et Spiritui Sancto. Sicut erat in principio et nunc et semper, et in sæcula sæculorum. Amen. | Béni soit le Seigneur, le Dieu d’Israël, qui visite et rachète son peuple. Il a fait surgir la force qui nous sauve dans la maison de David, son serviteur, comme il l’avait dit par la bouche des saints, par ses prophètes, depuis les temps anciens ; salut qui nous arrache à l'ennemi à la main de tous nos oppresseurs, amour qu'il montre envers nos pères, mémoire de son alliance sainte, serment juré à notre père Abraham de nous rendre sans crainte, afin que délivrés de la main des ennemis, nous le servions, dans la justice et la sainteté, en sa présence, tout au long de nos jours. Et toi, petit enfant, tu seras appelé prophète du Très-Haut : tu marcheras devant, à la face du Seigneur, et tu prépareras ses chemins pour donner à son peuple de connaître le salut par la rémission de ses péchés, grâce à la tendresse, à l'amour de notre Dieu, quand nous visite l'astre d'en haut, pour illuminer ceux qui habitent les ténèbres et l’ombre de la mort, pour conduire nos pas au chemin de la paix. - doxologie - Gloire au Père, et au Fils, et au Saint-Esprit, au Dieu qui est, qui était et qui vient, pour les siècles et des siècles. Amen. |

## Historique

### Origine biblique
À priori, ce cantique est issu de l'Évangile selon saint Luc, chapitre I.
Il est probable qu'en Europe occidentale, l'adoption du cantique Benedictus dans la liturgie fut instituée par les monastères. Le document le plus sûr est la règle de saint Benoît, rédigée au milieu du VIe siècle. Dans son chapitre XII Comment célébrer la solennité des matines, saint Benoît de Nursie écrivait : et sexagesimus secundus ; deinde Benedictiones et Laudes. À la fin de l'office des laudes en qualité des vigiles du dimanche et des fêtes de saints, Benoît demandait d'exécuter le Benedictus avant les psaumes 148, 149 et 150 comme doxologie (Laudes).
Si des chercheurs considéraient que saint Benoît serait le premier personnage qui ait introduit le Benedictus aux laudes, d'autres ne sont pas d'accord. En effet, saint Césaire d'Arles aussi mentionnait ce cantique.
En ce qui concerne la règle de saint Colomban, l'utilisation des cantiques dans la liturgie reste incertaine, faute de documents restants.

### Ancien rite gallican
Or l'usage n'était pas nécessairement fixé. Ainsi, dans le rite mozarabe, le Benedictus était réservé à la fête de saint Jean le Baptiste. Bien entendu, il s'agit de la Nativité du fils de Zacharie, prophète Jean.
Ce cantique possédait un grand rôle dans l'ancien rite gallican, avant que Pépin le Bref et son fils Charlemagne ne fassent remplacer ce rite par le rite romain au VIIIe siècle. Dans le rite gallican ancien qui avait été réglé par des prêtres grecs, le Benedictus s'appelait Prophetia d'après le verset Et tu, puer, propheta Altissimi vocaberis. Dans la messe gallicane, ce terme Prophetia signifiait le cantique Benedictus avant les lectures. Et notamment, après le Kyrie par trois enfants, le cantique Benedictus Dominus Deus Israel était chanté, avant l'hymne Gloria, ce qui était une particularité de la messe gallicane. Puis le célébrant disait une collecte, collectio post prophetiam, qui se composait de la paraphrase des textes de ce cantique. Cette collecte se trouve dans tous les missels et sacramentaires gallicans utilisés.

### Chants romains
En ce qui concerne le chant, stricto sensu le cantique Benedictus en grégorien n'existe pas. En tant qu'exception, se trouvent, dans quelques archives, l'antienne Benedictus Dominus Deus Israel, quia visitavit et fecit redemptionem plebis suæ et ses variantes,. Ces mélodies étaient admises comme antiennes grégoriennes authentiques par Dom René-Jean Hesbert dans ses Corpus antiphonalium officii. De ce fait, les compositeurs carolingiens utilisaient souvent des passages de psaume Benedictus Dominus : psaume 41 (40), psaume 89 (88), psaume 144 (143).
Au Moyen Âge à la chapelle du Vatican, l'usage du cantique Benedictus connaissait une particularité. Il s'agissait de l'emploi des grandes antiennes « Ô » de l'Avent en chant vieux-romain, dans le manuscrit B79 de la Bibliothèque apostolique vaticane qui était en usage à la basilique Saint-Pierre, folio 14v : Ces antiennes, à savoir O Sapientia et celles qui suivent, nous les chantons quotidiennement à Benedictus jusqu'à la fête de sainte Lucie [13 décembre], sauf le dimanche. [Mais] nous antiphonons à partir de In sanctitate. À la fin de chaque antienne, suivait la rubrique de Benedictus . À la chapelle pontificale, ces grandes antiennes étaient donc toujours affectées à ce cantique, ce qui amplifiait l'importance de Benedictus dans le rite romain. Plus ancien que le chant grégorien, mais le vieux-romain fut finalement remplacé par le grégorien sous le pontificat de Innocent III († 1216). Et de nos jours, ces antiennes ne sont réservées qu'au Magnificat aux vêpres.

### Un poème en faveur de l'élection d'Innocent VII
À cause de seuls deux ans de pontificat, le pape Innocent VII était moins connu. Or, son nom reste dans le domaine littéraire, grâce à une poésie Benedictus Dominus Deus Israel, perché del popul. Ce poème fut composé en 1404 à la suite de l'élection, selon le manuscrit de la bibliothèque Inguimbertine à Carpentras. Son auteur fut identifié et attribué, par les chercheurs italiens, à Simone Serdini, grâce aux rubriques de trois manuscrits en Italie, au Vatican et à Florence. Il s'agit d'un poème en italien, dont l'auteur était inspiré par le texte biblique du cantique Benedictus et le style de Virgile, ainsi que sous influence de Dante Alighieri, qui avait déjà réalisé la fusion des deux traditions, spirituelle et littéraire.

### À la Renaissance

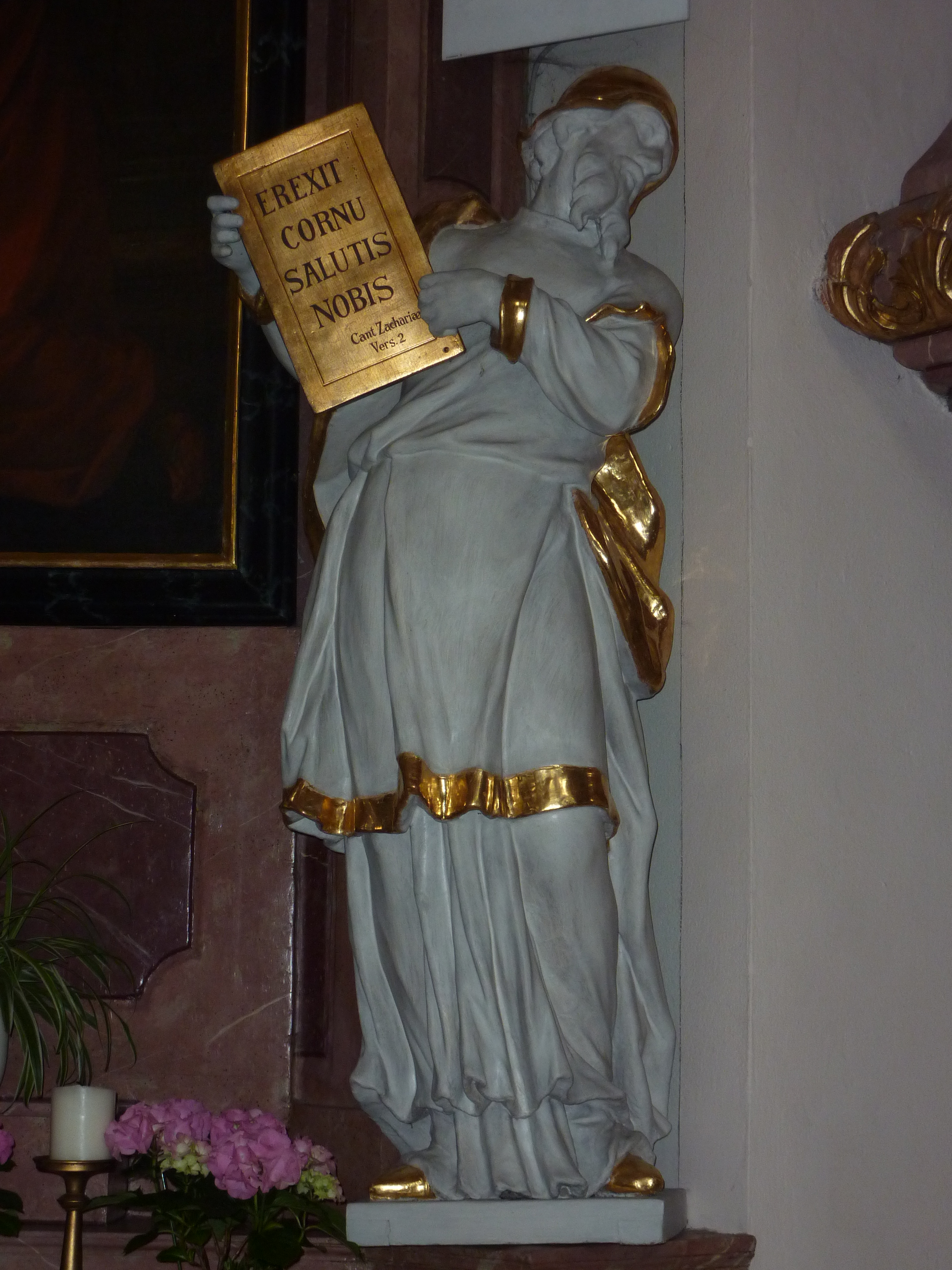
Statut de Zacharie ayant écrit [et] Erexit cornu salutis nobis, à l'église de Hadersdorf.
Victoria composa son œuvre à partir de ce verset II pour l'exécution en alternance.

L'œuvre de Tomás Luis de Victoria, dans son Officium Hebdomadæ Sanctæ (1585), est un témoignage de la Contre-Réforme. En effet, il s'agissait d'une composition partielle. Plus précisément, le compositeur fit chanter le cantique Benedictus en alternance entre le chant grégorien (versets 1, 3, 5, 7, 9, 11 et 13 ; mélodie connue, donc notation non publiée) et ses mélodies en polyphonie (2, 4, 6, 8, 10, 12 et 14) qui étaient la paraphrase du grégorien [partition en ligne]. Cette façon d'alternance, qui manifestait une bonne musicalité ainsi que l'authenticité avec les versets en grégorien, sera fortement recommandée par le dit cérémonial de Clément VIII (1600), lequel avait pour but de lutter contre le protestantisme, surtout le calvinisme qui faisait supprimer toute la musique dans la célébration.
Cet office des Ténèbres était essentiellement celui des laudes. D'où, le Benedictus était solennellement chanté à la fin de chaque office, du Jeudi Saint, du Vendredi Saint et du Samedi Saint, ce qui était respecté dans l'œuvre de Victoria. Ce dernier était tant compositeur que prêtre de la congrégation de l'Oratoire.

### Composition musicale
À la différence du cantique Magnificat qui compte un grand nombre de chefs-d'œuvre, le texte du Benedictus connait moins de composition musicale. Quelques exceptions existaient toutefois. À l'époque de la musique baroque en France, plusieurs musiciens de qualité sous le règne de Louis XIV composèrent leur œuvre en polyphonie, souvent pour la chapelle royale. Leurs contemporaines en Italie, moins connus, aussi laissèrent des motets. Il s'agissait en général de grands motets dont les exécutants étaient plusieurs solistes et un grand chœur, ce qui satisfait le besoin liturgique pour le sommet de l'office, et ce qui était adapté au goût de l'époque. Or, il ne devint jamais la tendance. Après Michael Haydn († 1806) qui avait composé un répons graduel, le cantique n'intéressa aucun compositeur distingué. Une hypothèse est que la pratique du faux-bourdon était adaptée à la liturgie.

### Reforme liturgique de Pie X
Aussitôt élu pape en 1903, Pie X commença une immense réforme liturgique auprès de l'Église romaine. Durant 50 ans environ, le cantique Benedictus en latin fut obligatoire dans toutes les églises catholiques, à la suite de la publication de l'antiphonaire romain en 1912, celui de l'Édition Vaticane. L'antiphonaire ne contenait pas de notation  (p. 7).

### Usage actuel
Le cantique Benedictus est toujours en usage, notamment à l'office divin des Laudes dans la liturgie des Heures. Cet usage est justifié par le texte de l'Évangile selon saint Luc 1,78, qui est cité dans ce cantique : par l'effet de la tendre miséricorde de notre Dieu, grâce à laquelle nous a visités, d'en haut, le soleil levant, pour éclairer ceux qui sont assis dans les ténèbres et l'ombre de la mort. Étant donné qu'il s'agit 
du sommet de l'office des laudes, le célébrant encense souvent l'autel à ce moment. Cette heure, appelée Hora incensi, était issue de la tradition de la synagogue ainsi que du texte de saint Luc I, 9 Sorte exiit ut incensum poneret. En résumé, le Benedictus est chanté, d'après son texte, au moment du levant, et du commencement de journée, en bénéficiant de la puissance du salut de Dieu.
Dans la liturgie, il est soit recité, soit chanté. En général, l'exécution est solennellement effectuée en grégorien ou en monodie contemporaine.

## Paraphrases
- Simone Serdini, Benedictus Dominus Deus Israel, Perche del popul della plebe sua, bibliothèque Inguimbertine de Carpentras, manuscrit 393, folio 100
- poésie en italien pour l'élévation du pape Innocent VII (1404) : In creatione pape Innocentii VII (à la fin)[14]
(it)[lire en ligne]

## Mise en musique

### À la Renaissance
- Nicolas Payen (vers 1512 - † vers 1559) : motet à 5 voix (1554)[19]
- Alexander Utendal (vers 1530 - † 1581) :  motet à 5 voix (1571)[20]
- Ivo de Vento (vers 1544 - 1575) : motet[21]
- Carlo Gesualdo (vers 1560 - † 1613) : motet à 6 voix (1611)[22]
- Tomás Luis de Victoria (vers 1548 - † 1611) : motet à 4 voix pour le Jeudi saint, dans l’Officium Hebdomadæ Sanctæ (1585)[23] [partition en ligne]

### Musique baroque
- Étienne Moulinié (1599 - † 1676) : motet à 5 voix accompagné de basse continue[24]
- Henry Du Mont (1610 - † 1684) : motet pour 7 solistes, chœur à 5 voix et instruments (1686)[25]
- Pierre Robert (vers 1622 - † 1699) : motet[26]
- Jean-Baptiste Lully (1632 - † 1687) : motet pour petit ensemble à 5 voix, chœur à 5 voix et instruments, LWV64/2[27] [manuscrit en ligne]
- Marc-Antoine Charpentier (1643 - † 1704) : motet pour 5 solistes, chœur à 6 voix et instruments, H345 (1687)[28]
- Francesco Antonio Calegari (1656 - † 1742) : motet à 4 voix accompagné d'instruments (1705)[29]
- Michel-Richard de Lalande (1657 - † 1726) : motet pour 2 sopranos, haute-contre, ténor, basse, chœur à 5 voix et instruments, S62 (1702)[30]
- André Campra (1660 - † 1744) : motet à 5 voix[31]
- Jean Gilles (1668 - † 1705) : motet pour 5 voix, chœur à 5 voix et instruments[32] [manuscrit en ligne]
- Nicola Fago (1677 -† 1745) : motet pour 5 solistes, chœur à 4 voix et instruments[33]

### Musique classique
- Giovanni Battista Casali (vers 1715 - † 1792) : motet à 4 voix[34]
- Michael Haydn (1737 - † 1806) : graduel pour l'octave de dimanche après la fête de la Présentation de Jésus au Temple à 4 voix et pour orchestre, dans le recueil Ecclesiasticon, n° 19[35]

### MesseBenedictus Dominus Deus Israel
- Gheerkin de Hondt (15... - † 15...) : messe Benedictus Dominus Deus Israel[36]

### Articles liés
- Zacharie (père de Jean le Baptiste)
- Cantique
- Liturgie des Heures, Magnificat, Cantique de Syméon

#### Notices
- Bibliothèque nationale de France : Cantique de Zacharie ; Benedictus Dominus Deus Israel (musique)
- Académie de chant grégorien : antienne